# La Coracha

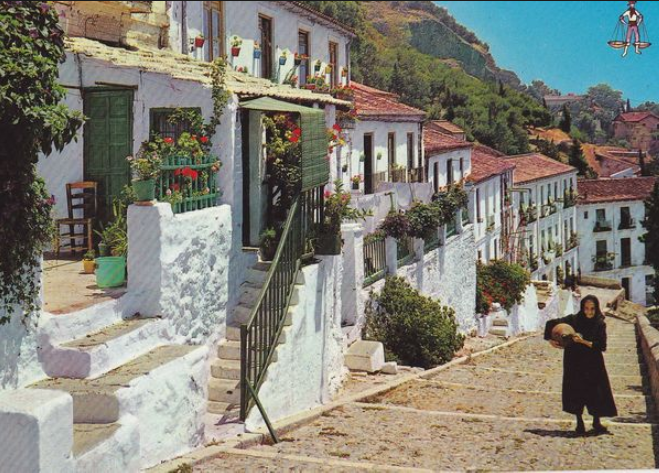
Antiguo Barrio de La Coracha (Málaga)

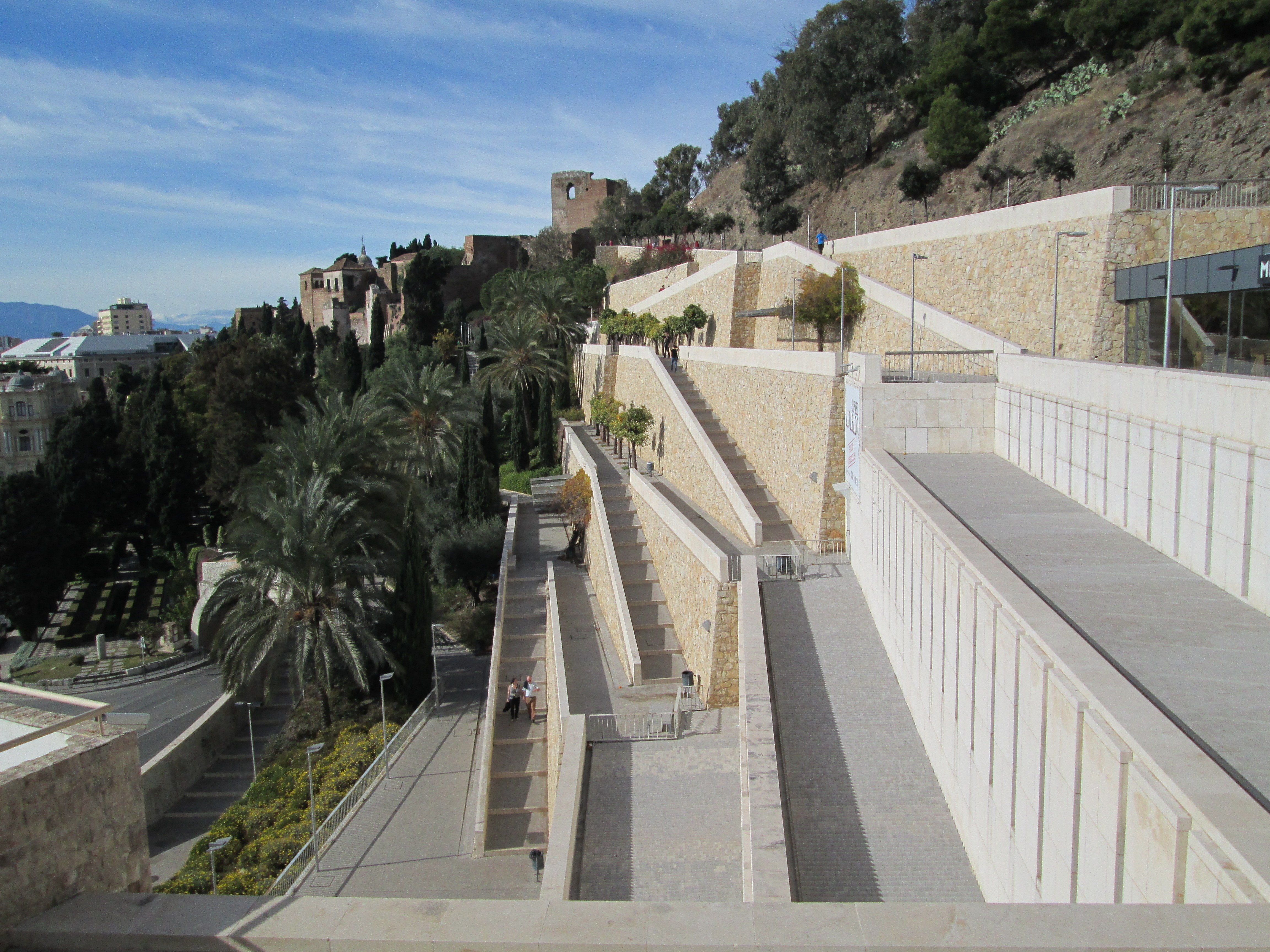
Escalinata de la Coracha.

La Coracha fue un antiguo barrio de la ciudad de Málaga (España) desaparecido por completo en la actualidad. Estaba situado en el lado sur de la alcazaba, entre esta y la orilla del mar, donde se encontraba el antiguo puerto en la época árabe. Debe su nombre a la cercanía de la coracha que une el Castillo de Gibralfaro con la alcazaba. Era un barrio de arquitectura vernácula andaluza, con casas blancas encaramadas a la ladera del monte Gibralfaro y construidas con materiales de los muros de la propia alcazaba. 
Tras su demolición en la década de 1990, fue sustituido por un conjunto de escalinatas y senderos ajardinados. 

## Historia

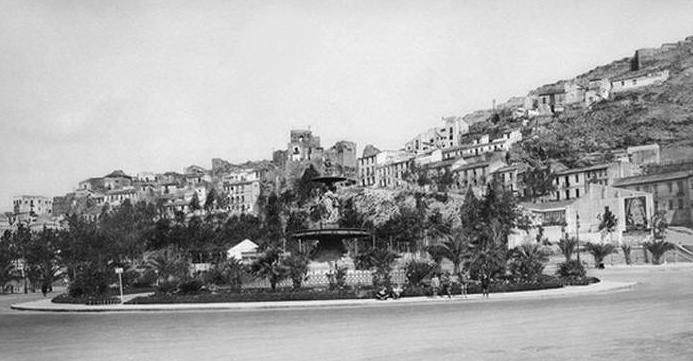
Visión del antiguo barrio de La Coracha (Málaga), principios del siglo XX

La Coracha, uno de los barrios más característicos y antiguos de toda la ciudad, se situaba entre el lado sur de la vieja alcazaba y la orilla del mar, donde se encontraba el antiguo puerto en la época árabe, formando como un bastión frente al mar. Debe su nombre a eso mismo, un barrio que hacía como muralla a la fortaleza uniendo de este modo, el Castillo de Gibralfaro con la Alcazaba. Obras posteriores para la construcción del puerto, convirtieron la antigua playa en la gran explanada donde hoy se asienta el parque, alejando definitivamente del mar a esta antigua coracha.
Con respecto a este puerto, la construcción del Muelle Viejo no comienza hasta el siglo XVI, aunque pudo haber intentos olvidados, por parte de los moros, como indica Corominas, recogiendo las palabras de al-Himyari (1461, pero fundado en un original de h. 1300) que habla del antiguo puerto de Málaga edificado a lo largo de un muelle de mampostería construido por los Antiguos. El muelle penetra en las dos dársenas naturales del puerto de Málaga: está construido en bloques de piedra semejantes a picos de montaña.

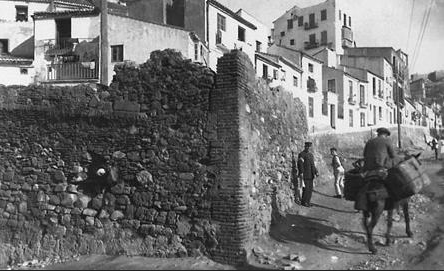
Barrio de la Coracha (Málaga) a principios del siglo XX

Fue a partir de 1786 cuando la Alcazaba comenzó a perder su función militar y a caer en el abandono, cuando los cimientos de sus murallas empezaron a demolerse y a atraer a personas de baja condición social. Aprovechando las propias piedras de la fortaleza y adosándose a las propias murallas del bastión militar, se hacinaron en condiciones insalubres decenas de familias. Se formó un barrio de arquitectura propia andaluza, con casas blancas encaramadas al monte Gibralfaro. Según explica el historiador Javier Noriega, Los periódicos de la época y la propia unión mercantil lamentaban el estado del barrio con alumbrado nulo, sin higiene, ni siquiera vigilancia porque el Ayuntamiento no se atrevía a imponer su ley.

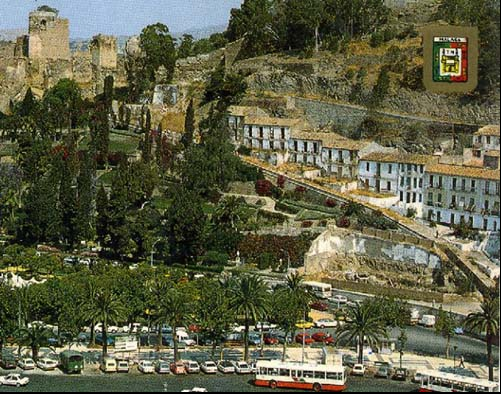
Barrio de La Coracha (Málaga) en los años 80

Pero, según Manuel Olmedo Checa, miembro de l Real Academia de Bellas Artes de San Telmo, las edificaciones situadas en primera línea con vistas a la ciudad o al mar "no representaban lo que el interior de la Alcazaba encerraba: un barrio infecto, carente de la más mínima salubridad, que se convirtió en un auténtico gueto". Tanto es así que ya en el año 1821 el municipio se planteó la demolición de todas las edificaciones, que entonces albergaban 431 vecinos, e incluso la del propio cerro para, con los escombros resultantes, acometer la canalización del río Guadalmedina y así proteger la ciudad de sus periódicas avenidas. Además, en la gran explanada resultante, se proyectaba construir nuevas viviendas con lo que se paliaría el gran déficit que entonces existía en la ciudad. El arquitecto Manuel Rivera Valentín llegó a proponer incluso "desmontar el cerro" para que llegase la brisa marina al centro de la ciudad.

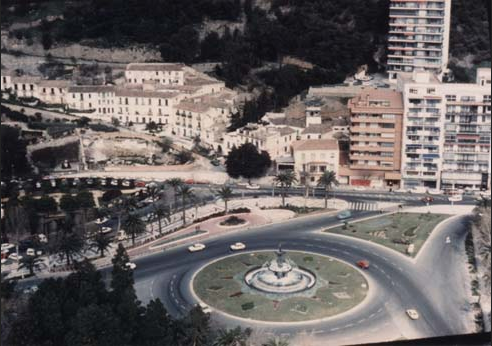
Barrio de La Coracha (Málaga) en los años 90

A partir de 1931, de la mano del político malagueño Ricardo de Orueta y de los arquitectos Palacios y Torres Balbás se consiguió que la dirección general de Bellas Artes adquiriera las viviendas y los solares para posteriormente restaurar y limpiar de los muros de la Alcazaba las "casas trepadoras" que nacieron de sus ruinas. Las obras recibieron un gran impulso en 1937, dirigidas por Juan Temboury, aunque no fue hasta casi 30 años después cuando se finalizó la labor de recuperación del monumento. Es a partir de esta época cuando el barrio empezó a ser reconocido como uno de los más típicos y bellos de Málaga. 
Entre las propuestas que se formularon por entonces estuvo la de construir un ascensor que permitiera el acceso de la Coracha a la Alcazaba. Cincuenta años debieron transcurrir hasta que esta importante mejora pudiera entrar en servicio.
Durante los décadas de 1970 y 1980 el barrio sufrió un progresivo deterioro debido al abandono de los sucesivos gobiernos municipales. Finalmente, la apertura del túnel de la Alcazaba en 1998, siendo alcaldesa Celia Villalobos, puso fin a un proceso de expropiación que iniciara el alcalde Pedro Aparicio con la expulsión de los habitantes de la Coracha por el cual se demolieron las casas. Hoy sólo queda un único edificio en pie convertido en museo.

## Críticas
Diversas asociaciones ciudadanas denuncian que el derribo del barrio de La Coracha fue uno de los mayores crímenes urbanísticos realizados en Málaga y que supuso la pérdida definitiva de un patrimonio cultural y arquitectónico singular, único, característico, propio y mediterráneo.

## Galería

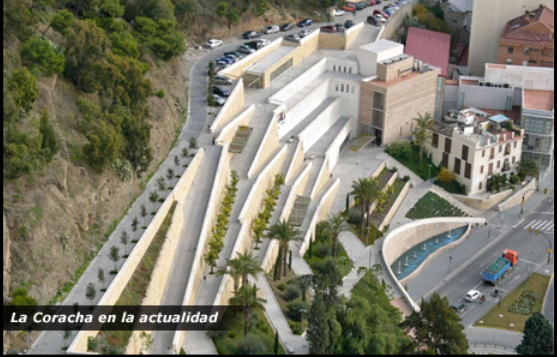
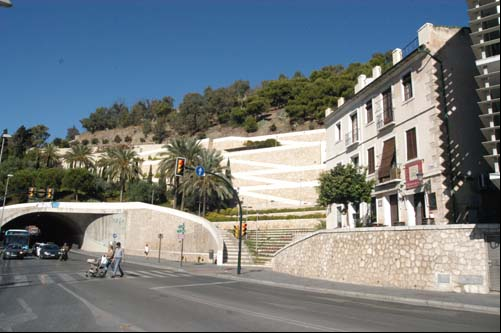
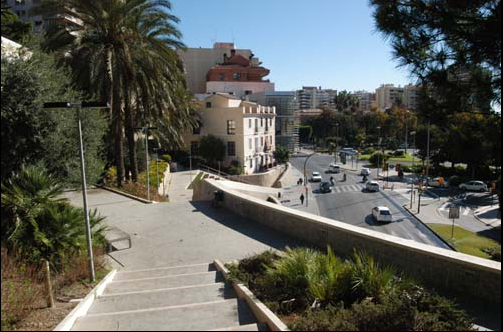
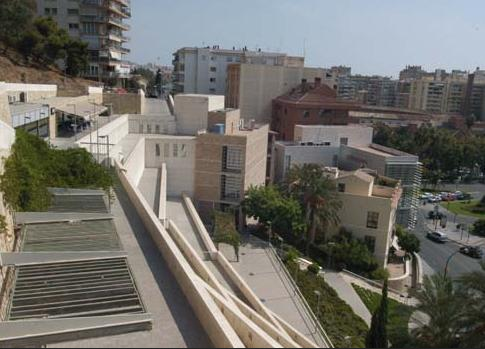
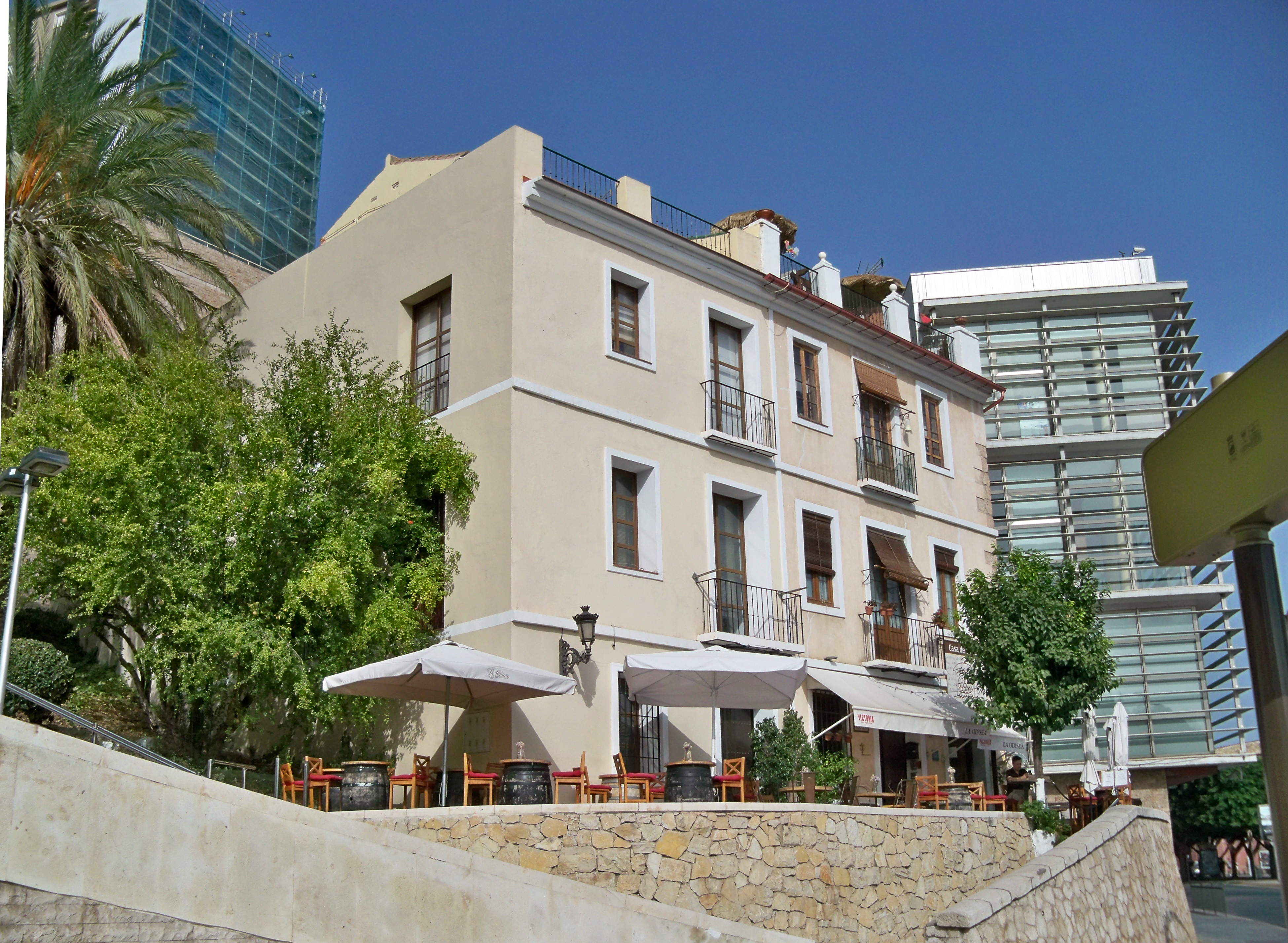
Único edificio conservado del antiguo barrio de La Coracha.